# Pabré
Pabre là một tổng thuộc  Kadiogo (tỉnh) ở miền trung Burkina Faso. Thủ phủ là thị xã Pabre. Dân số năm 2006 là 28.205 người..

## Các thị xã và làng xã
Bendatoega, Bidougou, Bigtogo, Bilgo, Dabare, Gaskaye, Goupana, Katabtenga, Koankin, Kodemmtore, Napamboumbou, Nedogo, Pabré Saint Joseph, Sabtenga, Sag-Nioniogo, Sale, Wavougue, Yamba, Zibako và Zouma.